# Marsdenia lanceolata
Marsdenia lanceolata är en oleanderväxtart som beskrevs av Mordecai Cubitt Cooke. Marsdenia lanceolata ingår i släktet Marsdenia och familjen oleanderväxter. Inga underarter finns listade i Catalogue of Life.